# Horno eléctrico

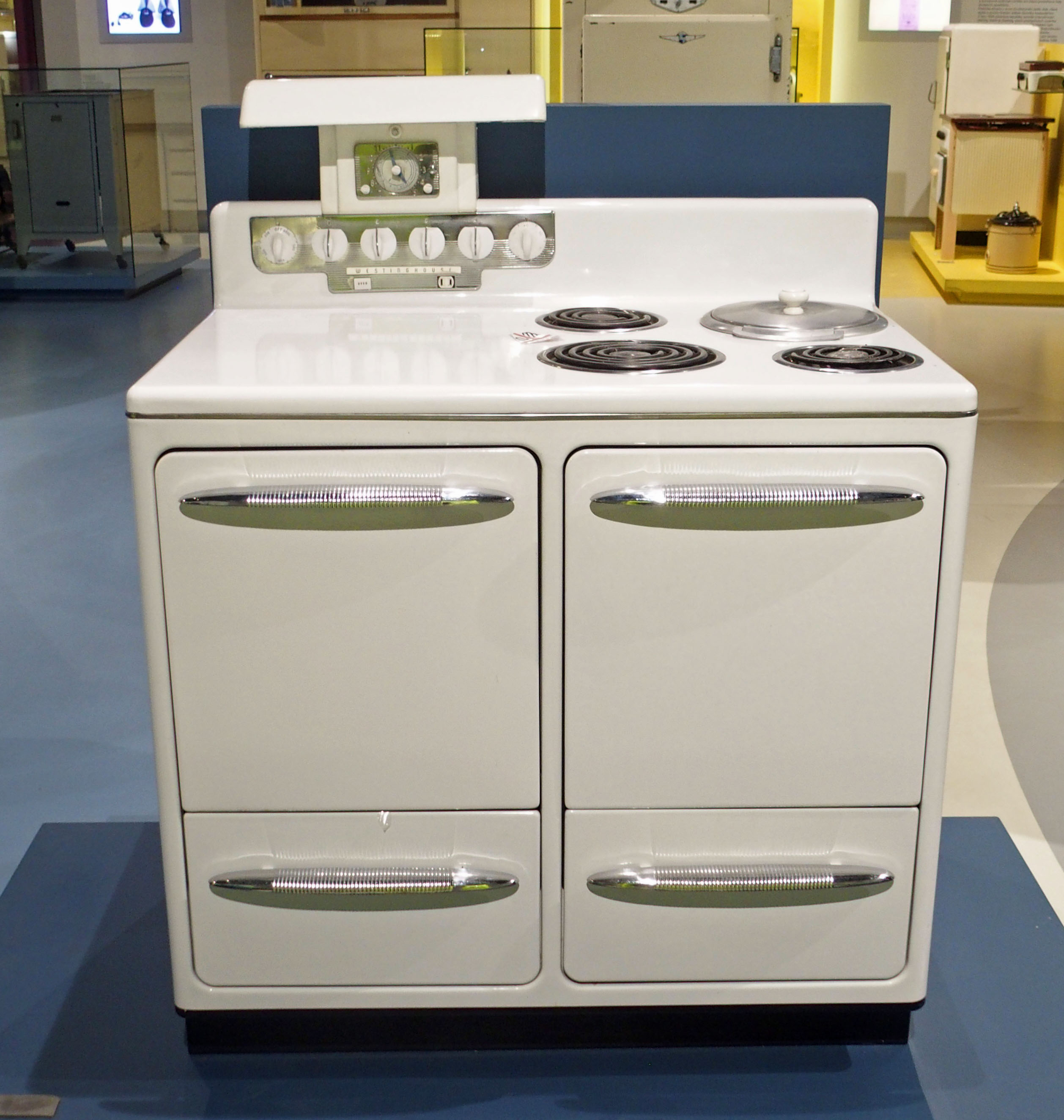
Antigua.

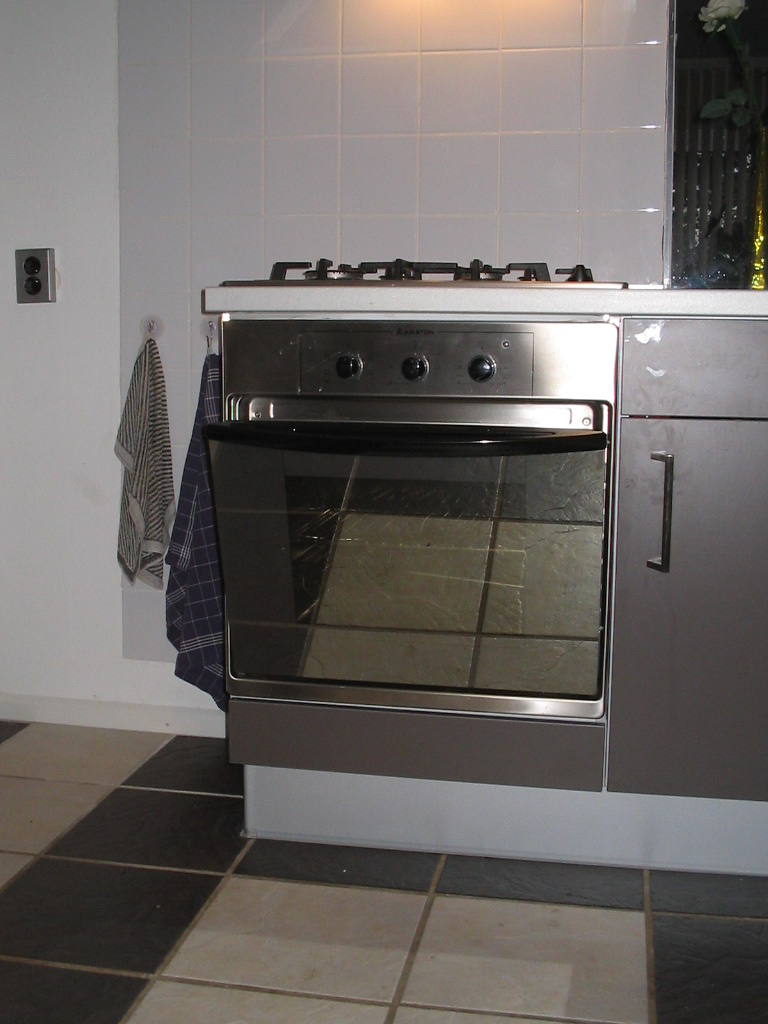
Un horno eléctrico moderno

Un horno eléctrico es aquel aparato para la cocción que funciona con energía eléctrica. Esta es convertida en calor por resistencias.
Los hornos eléctricos son totalmente automatizados; la cocción es la más perfecta por el control que mantiene sobre la temperatura en todo momento. Cierto que el consumo de electricidad es oneroso, aunque en los modernos no es excesivamente alto.
Existe hornos que proveen energía calorífica a través de radiación infrarroja y ventiladores que hagan circular aire caliente a fin de proporcionar una cocción más pareja y disminuir el consumo de energía eléctrica.
También existen distintos tipos de hornos eléctricos como son los hornos con sistema de autolimpieza. Dentro de estos tipos existen dos grandes grupos que son los hornos con sistema de aqualisis y los hornos pirolíticos.

## Hornos de convección culinarios

### Historia
El primer horno con ventilador para hacer circular el aire se inventó en 1914, pero nunca llegó a fabricarse en serie.
El primer horno de convección ampliamente utilizado fue el horno de vórtice Maxson, inventado en 1945.

### Diseño
Un horno de convección tiene un ventilador con un elemento calefactor alrededor. El pequeño ventilador asegura la circulación del aire en la cámara de cocción.
Uno de los efectos del ventilador es reducir el grosor de la capa límite térmica constante de aire más frío que se forma de forma natural alrededor de los productos. La capa límite actúa como aislante y ralentiza la velocidad a la que el calor llega a los productos. Al alejar el aire frío (convección) de los alimentos, la capa se hace más fina y la cocción es más rápida. Para evitar una cocción excesiva antes de que el centro esté hecho, la temperatura suele reducirse unos 20 °C (40 °F). Además, como el aire está bien mezclado, se mantiene una temperatura muy uniforme en el horno.

### Eficacia
Un horno de convección puede reducir las temperaturas de cocción en comparación con un horno convencional. Esta comparación puede variar en función de factores como, por ejemplo, el número de platos que se cocinen a la vez o las restricciones de flujo de aire, como las debidas a una bandeja de horno demasiado grande. Esta diferencia en la temperatura de cocción se compensa por el hecho de que el aire circulante transfiere calor más rápidamente que el aire quieto de la misma temperatura. Para transferir la misma cantidad de calor en el mismo tiempo, hay que bajar la temperatura para reducir la velocidad de transferencia de calor para compensar.